# Pristomyrmex pollux
Pristomyrmex pollux é uma espécie de formiga do gênero Pristomyrmex, pertencente à subfamília Myrmicinae.